# Paracelsus – Ein Landschaftsessay
Paracelsus – Ein Landschaftsessay ist ein Kinodokumentarfilm aus dem Jahr 2021 des Schweizer Regisseurs Erich Langjahr. In diesem Film begibt sich Erich Langjahr zusammen mit dem Autor und Paracelsus-Biographen Pirmin Meier auf eine filmische Erkundungsreise auf den Spuren des landfahrenden Arztes Theophrastus Bombast von Hohenheim (1493–1541), genannt Paracelsus, aus Einsiedeln. Der Film bietet ein Kinoerlebnis in Form eines dokumentarischen Essays.

## Entstehung
Regisseur Erich Langjahr kannte Pirmin Meier bereits seit 40 Jahren, bevor es zur Zusammenarbeit für diesen Film kam. «Paracelsus sei ihm schon lange im Kopf herumgegeistert», sagt Erich Langjahr. An der Buchvernissage 2006 zu «Landschaft der Pilger» schenkte ihm Meier ein Buch mit der Widmung: «Das Land, das ich dir zeige … für Erich, den Weggefährten auf den nämlichen Pfaden.» Das gab ihm den Impuls. «Ich wusste, über Paracelsus kann ich keinen Film machen, das ist eine allzu komplexe Figur. Aber als Landschaftsbegehung würde es gehen. Pirmin öffnete mir die Tür dazu.» Einige Zeit später, im Herbst 2021, feierte schliesslich Paracelsus – Ein Landschaftsessay am Filmfestival in Zürich seine Uraufführung. Vorausgegangen waren drei Jahre Dreharbeiten zum Film.

## Inhalt
Paracelsus – Ein Landschaftsessay gibt einen Einblick in eine vielfach versunkene Welt von Vergessenem und Unbekanntem. Vergegenwärtigt werden Natur, Spiritualität, Kulturchristentum, Volkskunde, Sagenhaftes, ein Füllhorn von Geschichten, präsentiert aus authentischem Erzählen.
Die Landschaften, die Paracelsus einst durchwandert hat, und die verschiedenen Stätten seines Wirkens machen das Erzählte erlebbar. Der Protagonist Paracelsus tritt dabei nie als Person in Erscheinung. Pirmin Meier sagt in einem Interview im Anzeiger Michelsamt dazu: «Landschaften sind Heimstätten von Volkswissen. In Langjahrs Landschaftsessay geht es um eine Art Archäologie unserer Landschaft und Kultur. (…) Der Film erzählt keine Heldengeschichte. Erich Langjahr braucht auch keine Schauspieler. Er kann die Landschaften zum Sprechen bringen, das ist seine Stärke.»
Im Film übernimmt der Historiker und Paracelsus-Forscher Pirmin Meier die Rolle eines Reiseführers. Er stellt sich vor historische Bauwerke hin und in Landschaften hinein und erläutert deren Geschichte und ihre Bedeutung für das Leben und die Gedankenwelt von Paracelsus.
Die Musik des Komponisten und Schlagzeugers Fritz Hauser trägt ihrerseits dazu bei, dass die Landschaften zu sprechen beginnen und Stimmungen wahrnehmbar werden.

## Rezeption
In der Berichterstattung über die Uraufführung am Zurich Film Festival äusserte sich Regina Grüter in der Luzerner Zeitung begeistert: «Dass sich diese 108-minütige Reise derart kurzweilig gestaltet und das Phänomen Paracelsus in so vielseitigem Licht aufscheint, lässt nur ungefähr erahnen, wie viel Arbeit in der Dramaturgie dieses Films steckt. Die prägenden Landschaftsbilder von Erich Langjahr verbinden dabei die Überzeugungen des ‹Arztes und Propheten› von der Einheit von Mensch und Natur im Grossen wie von Körper und Geist im Kleinen.»
Und weiter: «Der Landschaftsessay ist aber auch stark im Hier und Jetzt verankert, bei den Leuten, und es wird einem bewusst, wie wir Paracelsus alle mehr oder weniger in unser Leben integriert haben, vielleicht ohne es zu wissen. Und gerade als Innerschweizer wird man danach die Schwarze Madonna von Einsiedeln oder die Fresken in der Unteren Ranftkapelle nicht mit anderen Augen betrachten, aber mit weiter geöffneten.»
Die Kinopremiere fand am 9. April 2022 im Kino Cineboxx in Einsiedeln, dem Geburtsort von Paracelsus, vor zahlreich erschienenem Publikum statt. Neben dem Regisseur Erich Langjahr und dem Paracelsus-Forscher Pirmin Meier war auch der Abt des Klosters Einsiedeln, Urban Federer, anwesend.
Ernst-Louis Bingisser schrieb nach der Premiere im Einsiedler Anzeiger: «Als Figur tritt Paracelsus in diesem Film mit ausdrücklicher Absicht gar nie auf. Und dennoch oder gerade deshalb wird seine schöpferische Geisteskraft durch die subtile Schönheit der sprechenden Bilder und dank der auf sie sinnvoll abgestimmten Zitate und Erklärungen für jeden und jede, die Paracelsus näher kommen wollen, spürbar und lebendig.»
Georges Wyrsch veröffentlichte auf der Website des Schweizer Radios und Fernsehens SRF einen Artikel über den Film und wunderte sich: «Was man bei einem Landschaftsessay nicht unbedingt erwarten würde: Die grösste Qualität des Films liegt in seiner Kurzweil.»
Andreas Schiendorfer schrieb in den Schaffhauser Nachrichten unter dem Titel «Der Rheinfall ist für Paracelsus ein Hörsaal der Natur» u. a. folgenden Satz: «Der zwölfte abendfüllende Film Langjahrs zieht mit seinen Bildern voller Ästhetik und Naturgewalt das Publikum in den Bann.»
Der Theologe und Diakon, Manfred Kulla, äusserte sich im Luzerner «pfarreiblatt» zur spirituellen Dimension des Filmes: «Erich Langjahr und Pirmin Meier haben einen Film geschaffen, der nicht blossen Konsum befriedigt, sondern zur Auseinandersetzung einlädt. Wer sich von der Spiritualität und Mystik der untergegangenen Welt des Paracelsus ergreifen lässt, kommt auf seine Kosten.»
Am 26. Juni 2022 wurde Erich Langjahr in Sitten für seinen Film Paracelsus – Ein Landschaftsessay mit dem Verdienstorden Pro Merito Melitensi des Malteser Ordens ausgezeichnet.